# Leucanthemum atratum
Leucanthemum atratum là một loài thực vật có hoa trong họ Cúc. Loài này được (Jacq.) DC. mô tả khoa học đầu tiên năm 1838.